# Oofty Goofty

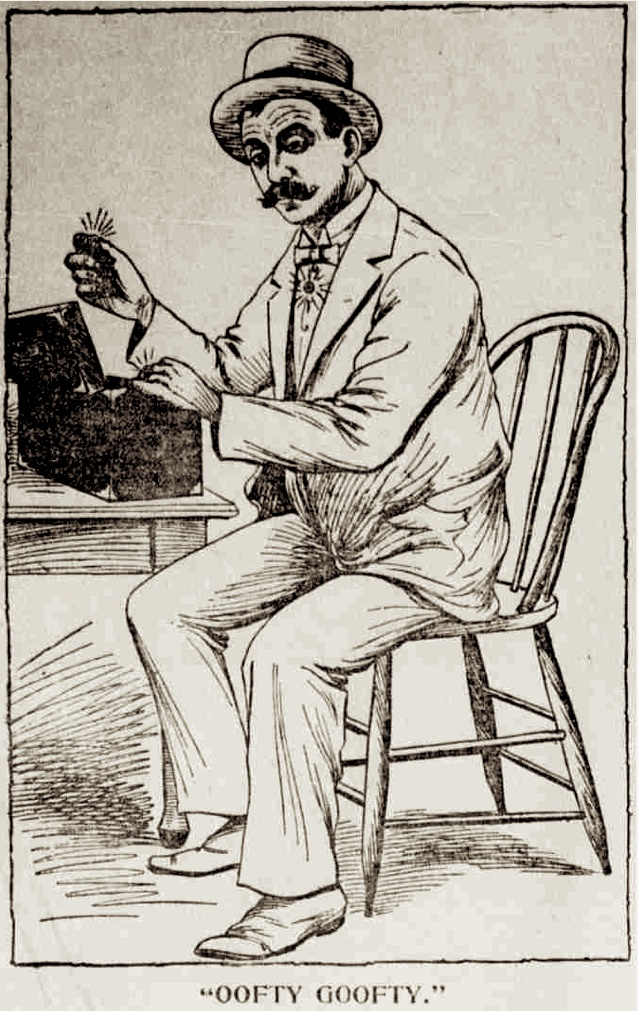
Leonard Borchardt (1900)

Oofty Goofty, eigentlich Leonard („Leon“) Borchardt (* 26. April 1862 in Berlin; † unbekannt), war ein amerikanischer Exzentriker und Selbstdarsteller, der Ende des 19. Jahrhunderts in Kalifornien in Sideshows, Varietétheatern und bei öffentlichen Sportveranstaltungen auftrat. Obwohl nicht mit nennenswerten künstlerischen und sportlichen Talenten ausgestattet, wurde er durch seine skurrilen Aktivitäten zu einer legendären Gestalt in den amerikanischen Bundesstaaten Kalifornien und Texas.

## Leben
Seinen eigenen Angaben zufolge war der in Preußen geborene Borchardt jüdischer Abstammung. Einem späteren Interview zufolge sprach er sein ganzes Leben lang Englisch mit starkem Akzent. Mit 14 heuerte er auf dem Auswandererschiff SS Fresia an, um sich die Überfahrt nach Amerika zu verdienen, und überquerte mit dem Schiff mehrfach den Atlantik. Danach ging er nach Detroit, meldete sich als Soldat zur United States Army und kam zu einem in den Jefferson barracks nahe St. Louis stationierten Kavallerieregiment. Als seine Einheit gegen die Indianer im Washington-Territorium eingesetzt werden sollte, verkaufte er sein Gewehr und sein Pferd an einen Farmer und desertierte, da er – so erzählte Borchardt später – nicht skalpiert werden wollte.

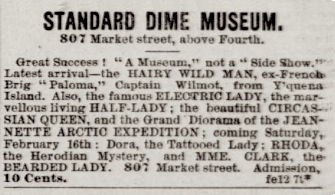
„Hairy Wild Man“, Februar 1884

Anfang der 1880er-Jahre ging Borchardt nach Kalifornien. Seine eigene Darstellung von 1897, dass er bereits als Kind in San Francisco im Zirkus gearbeitet habe, ist falsch. Aber Borchardt bekam dort 1884 einen Job in einem Dime Museum, einer damals sehr beliebten Mischung aus Tingeltangelvarieté und Freakshow, wo er den „Haarigen wilden Mann aus Borneo“ darstellen musste. Dabei saß er, mit Leim beschmiert und mit Fell behangen, gefesselt in einem Käfig und wurde mit rohem Fleisch gefüttert. Gooftys späteren Erzählungen nach soll sein Name dadurch entstanden sein, dass er dabei ständig „Oofty goofty“ brüllte. Sein Job endete, als er krank wurde und ins Hospital eingeliefert werden musste.
Im Juni 1885 wurde der nun arbeitslose Oofty Goofty wegen Verleumdung verhaftet, da er behauptet hatte, jemand habe ihm 200 $ geboten, damit er sein Haus niederbrenne. Der von der Zeitung Sacramento Daily Record-Union als „einfältig“ beschriebene Angeklagte wurde vom Gericht zur Untersuchung seines Geisteszustands in ein Heim für Alkoholkranke eingewiesen und anschließend freigesprochen. Stattdessen wurde er aber unmittelbar danach als Deserteur verhaftet. Gooftys Angaben nach wurde er deswegen zu drei Jahren Zwangsarbeit verurteilt. Er habe sich aber selbstverstümmelt und sei so vorzeitig entlassen worden.
Zurück in San Francisco wollte Oofty Goofty im Juli 1886 einen Rekord brechen, indem er eine Schubkarre in 320 Tagen bis New York rollt. Der Versuch endete bereits im 36 Kilometer entfernten Örtchen Pinole, als er auf einer Brücke einen Kutscher mit einer Heuladung erschreckte, seine Karre dabei in den Fluss stürzte und Oofty Goofty sich den Arm verstauchte. Seine Schubkarre versteigerte er anschließend für 5 $. Für eine unbedeutende Geldsumme ließ sich Goofty außerdem einmal in einer Transportkiste verpackt als „Weihnachtsgeschenk“ nach Sacramento verschiffen. Unglücklicherweise wurde die Kiste aber nicht sofort ausgeliefert, sondern blieb über das Wochenende in einer Lagerhalle.

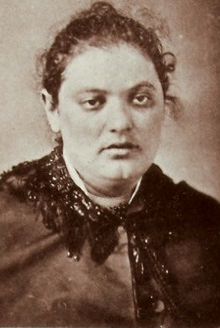
„Big Bertha“ (etwa 1880)

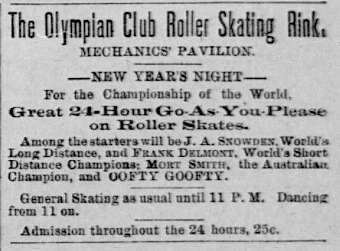
Veranstaltungsankündigung 1891

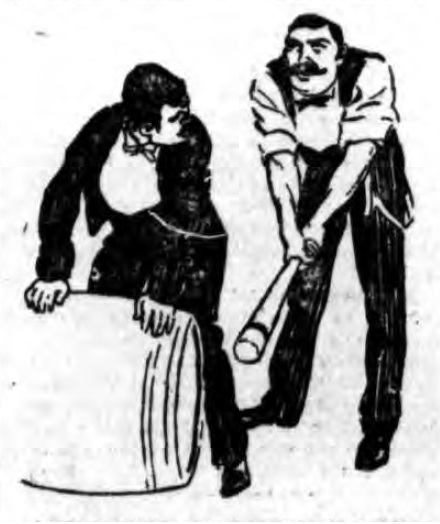
John L. Sullivan schlägt Oofty Goofty (Zeichnung 1897)

Mehrere Jahre lang trat der schmächtige Goofty als „Professor Hardess“ auf, der Mann, der keinen Schmerz kennt. Der Legende nach entdeckte Goofty diese Fähigkeit, als er versuchte, in Bottle Koenig’s Barbary Coast Dance Hall als Sänger und Tänzer aufzutreten, aber stattdessen von den Zuschauern auf die Straße geworfen wurde. Von da ließ sich Goofty öffentlich von jedem Zahlungswilligen verprügeln. Ein einfacher Faustschlag kostete 10 Cent und ein Hieb mit einem gewöhnlichen Spazierstock 25 Cent. Etwas teurer, 50 Cent, war der Schlag mit einem Baseballschläger. Seiner eigenen Erzählung nach verdingte er sich auch als Maskottchen für ein Baseballteam. Wenn sie gewannen, erhielt Goofty 20 $, verloren sie, wurde er vom Team verprügelt. Außerdem agierte er als menschlicher Kegel im Woodward’s Garden: Wer ihn mit einem Baseball traf, gewann eine Zigarre. Sein Ruf als „Mann ohne Schmerzen“ bekam einen Knacks, als im August 1887 der angetrunkene Goofty nachts um zwei von einem im Krankenhausbericht als „Rohling“ beschriebenen Mann auf ein Darlehen von 50 Cent hin angesprochen wurde. Die dreiste Forderung des Mannes führte bei Goofty laut Lokalpressebericht dazu, dass sich sein „Gesicht mit einem Ausdruck stärksten Horrors verzerrte“, woraufhin der Bittsteller ihn mit einer Derrickkranstange schlug. Die offene Kopfwunde musste genäht werden.
1888 erschien in San Francisco die schwergewichtige Bertha Stanley alias Karko alias Heyman alias Schlesinger, eine als „Big Bertha, the Confidence Queen“ in ganz Amerika aktive und mehrfach verurteilte Betrügerin. Zwischen ihren Haftstrafen wurde Big Bertha von dem Berufsspieler, Showveranstalter und Schwindler Ned Foster mehrfach für die von ihm betriebenen Varietétheater The Bush und Bella Union Theatre engagiert, obwohl sie weder singen noch schauspielern konnte. Ihr erstes Programm war eine Burleske mit dem bezeichnenden Titel „La Tosca, oder: Das Schicksal einer Warze“. Zusammen mit Oofty Goofty trat sie im Bella Union als Romeo und Julia auf. Gespielt wurde die berühmte Balkonszene, wobei aufgrund von Berthas Gewichtsproblemen allerdings Goofty auf dem Balkon stehen musste. Aber noch in der ersten Woche wurde er gefeuert, weil er laut Bertha „zu heißblütig“ agierte. Daneben tourte Big Bertha als Ringerin und Boxerin. Auch dabei stand Oofty Goofty als ihr Partner im Ring und wurde von ihr ausgeknockt. Anderen Boxern diente er in Showveranstaltungen ebenfalls als menschlicher Sandsack.
Zwischen 1889 und 1891 war Goofty außerdem Teilnehmer zahlreicher anderer Sportveranstaltungen, bei denen er zur Unterhaltung des Publikums die Funktion des Clowns erfüllte. So nahm er Anfang 1891 ohne jede Vorkenntnisse an einem Rollschuhrennen teil. Der im engen Seidendress angetretene Goofty wurde dabei Letzter. Im Februar und Mai 1889 beteiligte er sich an zwei Langstrecken-Gehwettbewerben („Go-as-you-please-races“) in Kalifornien. Auf das vorzeitige Ausscheiden des mit der Startnummer 13 startenden, mit einem „Pechvogel“-Hut auf dem Kopf und einem Spazierstock in der Hand angetretenen Goofty wurden hohe Wetten abgeschlossen, aber rasch avancierte er zum Publikumsliebling. Als übermütige Jugendliche mit Stöckchen nach ihm warfen, wurden sie umgehend wegen „böswilligem Unfug“ festgenommen. Zur großen Überraschung der Öffentlichkeit beendete Goofty die beiden Rennen auf den respektablen Plätzen 10 und 6. Anschließend trat er mit den anderen Teilnehmern in Anzeigen als Werbeträger für ein Tonicwasser auf. Im November 1891 schließlich war er als Mitglied einer nur aus Boxern bestehenden Football-Mannschaft im Gespräch.
Gooftys Aktivitäten erreichten Ende 1891 ihren Höhepunkt, als der Boxweltmeister und schwere Trinker John L. Sullivan nach seinem Schwergewichtskampf gegen Paddy Ryan in einem der Varietétheater von San Francisco auftrat und einen Billardqueue auf Gooftys Rücken zerschlug. Später wurde aus dem Queue ein wesentlich gefährlicherer Baseballschläger. Die in späteren Darstellungen gelegentlich verbreitete Behauptung, Oofty Goofty sei von Sullivan dabei schwer verletzt worden und möglicherweise an den Spätfolgen dieses Schlags gestorben, wird durch keine zeitgenössische Darstellung bestätigt. Oofty Goofty selbst erklärte im Jahr 1900, er habe sich nach dem Schlag einfach umgedreht und Sullivan ausgelacht. Auffällig ist allerdings, dass nach 1891 keine sportlichen Aktivitäten von Goofty mehr überliefert sind.
Später zog Oofty Goofty westwärts. In Butte (Montana) gestrandet, lernte er einen Strass-Diamanten-Händler kennen und stieg in das Gewerbe ein. Anfang 1896 zog er nach Texas weiter, zunächst nach San Antonio und Fort Worth, dann nach Dallas. Dort führte Oofty Goofty sich mit einem Wettbewerb ein, bei dem er für 100 $ innerhalb von dreißig Tagen dreißig Wachteln verspeiste, wobei unklar ist, was an dieser Leistung so außergewöhnlich war. Wahrscheinlich handelte es sich um eine Werbemaßnahme für das Hotel, in dem er residierte. Die Ankündigung, er werde statt Wachteln jetzt eine Kuh pro Tag verspeisen, erwies sich als falsch. Zum Abschluss aß er, beobachtet von mehreren hundert Zuschauern, zwei Extrawachteln und führte eine seiner Standardnummern vor: Innerhalb von sechs Minuten trank er mit Hilfe eines Barlöffels acht Glas Bier und rauchte eine Zigarre. Anschließend erklärte Oofty Goofty, dass er nunmehr dreißig Tage fasten wolle.
Die im Januar 1897 vom Memphis Commercial Appeal verbreitete Nachricht, Oofty sei für den Posten des amerikanischen Innenministers im Gespräch, wurde umgehend dementiert. Das 1898 entstandene Gerücht, er werde der nächste Gouverneur von Tennessee, erwies sich als falsch. Im August 1897 wurde ferner berichtet, Oofty sei mit einem Paar Maultiere auf dem Weg zu den Klondyke-Goldfeldern. Dort kann er sich nicht lange aufgehalten haben, denn in den folgenden Jahren lebte Borchardt als Händler von Edelsteinimitaten in Houston, wo er schnell zu den „skurrilen Sonderlingen“ der Stadt zählte. Im Januar 1899 wiederholte er seinen Wachtelesswettbewerb und den anschließenden Fastenmonat in Houston. Danach trat er nur noch gelegentlich bei Wohltätigkeitsveranstaltungen auf.
Über seinen weiteren Lebensweg und seinen Tod ist nichts bekannt. In Kalifornien blieb er aber so stark im Gedächtnis der Öffentlichkeit, dass er noch 1909 bei der Wahl des District Attorney eine Stimme bekam, obwohl er gar nicht zur Wahl stand.

## Identität und andere Namensträger

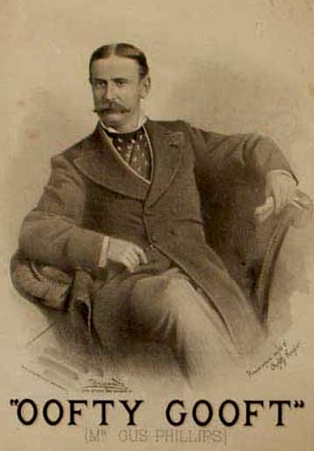
Gus Phillips

Ausgehend von der englischen Wikipedia wird auf zahlreichen Internetseiten die Identität eines gewissen Joshua Marks (bzw. Marx) mit Oofty Goofty behauptet. In der zeitgenössischen Publizistik gibt es dagegen keinen Beleg für die Existenz einer Person dieses Namens im damaligen San Francisco und damit auch keinen Beleg für seine Identität mit Goofty.
Schon vor Borchardt trat der bekannte deutschstämmige New Yorker Dialektkomiker Augustus („Gus“) Phillips (1838–1893) unter dem Bühnennamen Oofty Gooft bzw. Goofty auf. Aufsehen erregte er neben seinen Bühnenauftritten auch dadurch, dass seine Geliebte, die Schauspielerin Mary D. Hooper, im Januar 1879 auf ihn schoss und daraufhin bereits sein Tod gemeldet wurde. Später heiratete Phillips die Schützin. Um 1900 übernahm ein zweitklassiger Boxer namens Ed Wiley Borchardts Kampfnamen und seine Rolle als „human punching bag“. Auch der texanische Marathontänzer Herbert Christopher benutzte in den 1920er-Jahren den Namen Oofty Goofty. Ebenfalls in den 1920er-Jahren war Oofty Goofty der Name einer Figur des Zeitungs-Comicstrips Us Boys. Und in Racine (Wisconsin) lebte der um 1880 geborene Expedient Oofty Goofty Bowman, den seine Eltern nach dem Schauspieler benannt hatten.

## Öffentliche Rezeption
Oofty Goofty wird in allen wesentlichen kulturhistorischen Werken über San Francisco und mehreren Autobiografien angeführt. Im August 1940 wurde eine 30-minütige Folge über ihn innerhalb der Radioserie Death Valley Days beim New Yorker Sender NBC gesendet. Die Geschichte von Oofty und Sullivan wird auch erzählt in Heft 43 der Comicreihe Black Diamond Western (1952). Erwähnt wird Oofty auch in Bill Pronzinis Sherlock-Holmes-Geschichte „The Bughouse Caper“ (2004). Ferner wird in San Francisco ein Bier namens Oofty Goofty Barleywine™ gebraut und mit dem Spruch Wie ein Schlag auf den Kopf (Like a bat to the head) beworben.